# Lophiotoma abbreviata
Lophiotoma abbreviata é uma espécie de gastrópode do gênero Lophiotoma, pertencente a família Turridae.